# Po (rivier)
De Po is een rivier in Noord-Italië. Het is de langste Italiaanse rivier. De rivier is ongeveer 652 kilometer lang en loopt van de berg Monviso in de Cottische Alpen (Alpi Cozie) in oostelijke richting via onder andere Turijn, Piacenza en Ferrara naar de Adriatische Zee, waar zij een delta vormt.
De rivier voert het water af van een oppervlakte van 71.000 km², waaronder een groot deel van de zuidelijke Alpen. Het hart van het stroomgebied van de Po, de Povlakte, is het dichtstbevolkte gebied van Italië.
De Latijnse naam van de Po is Padus.
De Po is bevaarbaar van de monding tot aan de Ticino (389 km). Commerciële scheepvaart vindt plaats tot Cremona (292 km).

## Zijrivieren
De belangrijkste zijrivieren zijn (met L voor linkse en R voor rechtse zijrivier):
- Pellice (L)
- Varaita (R)
- Maira (R)
- Dora Riparia (L)
- Stura di Lanzo (L)
- Orco (L)
- Dora Baltea (L)
- Sesia (L)
- Tanaro (R)
- Scrivia (R)
- Agogna (L)
- Ticino (L)
- Versa (R)
- Lambro (L)
- Trebbia (R)
- Nure (R)
- Adda (L)
- Arda (R)
- Taro (R)
- Parma (R)
- Enza (R)
- Oglio (L)
- Mincio (L)
- Secchia (R)
- Panaro (R)